# Halle centralstation
Halle (Saale) centralstation är den största stationen i Halle an der Saale och är belägen öster om stadskärnan. Stationen är en av de viktigaste transportnoderna i Sachsen-Anhalt då fjärrtåg, regionaltåg och pendeltåg, bussar och spårvagnar möts här. År 2021 var det cirka 38 000 passagerare som angjorde stationen.

## Historia

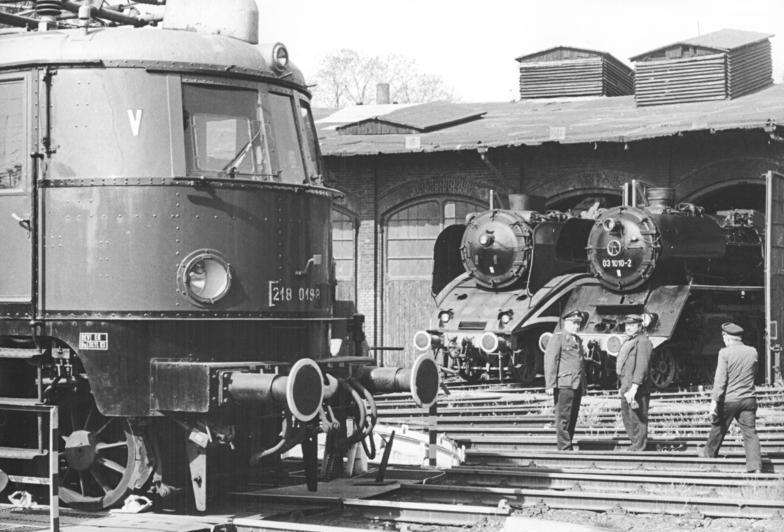
Halles lokstation 1988.

På 1840-talet initierade kommunalrådet Matthäus Ludwig Wucherer att bygga en station i Halle. Stationen byggdes av Magdeburg-Leipzig järnvägsföretag. När fler linjer tillkom blev stationen för liten, men byggdes inte ut på grund av meningsskiljaktigheter gällande den nya stationen. År 1890 invigdes en ny centralstation i Halle. Stationen förstördes under andra världskriget. Banhallen i trä återuppbyggdes efter kriget med en stålkonstruktion. 
När Halles S-Bahn öppnade på 1960-talet byggdes en ny plattform på stationens västra sida.

## Utseende
Stationen är en "ö-station" och ligger mitt i stationsområdet mellan spår 6 och 7 med banhallar på östra och västra sidan av stationsbyggnaden. Stationen har sammanlagt 13 resandespår, där 10 av dem ligger i banhallen. I stationsbyggnaden finns kaféer, restauranger och butiker.  

## Godstrafik
Halles rangerbangård har haft stor betydelse för tysk godstågstrafik. Idag är bangården nedlagd. Det finns planer på att anlägga en modern rangerbangård på samma plats som den gamla. 